# R-36M Vojevoda
R-36M Vojevoda (ryska: P-36M Воевода (guvernör), NATO-rapporteringsnamn: SS-18 Satan) är en rysk interkontinental ballistisk robot som utvecklades och byggdes under 1960-talet och 1970-talet. Roboten kom först i tjänst under den senare delen av 1960-talet och finns idag fortfarande kvar i tjänst hos den ryska militären. Roboten är placerad i förstärkta betongsilos och kan, efter att en order har givits, avfyras inom loppet av endast några minuter.
Roboten har olika maximal räckvidd beroende på modell, max är dock 15200 km.

## Bestyckning
R-36M är bestyckad med kärnvapenstridsspetsar och kan bära upp till tio stycken med sprängstyrka på upp till 0,7 megaton vardera. Det fanns även under en kortare period en typ som bar på en stridsspets på 20 megaton. Denna har dock gått ur tjänst. 
USA och NATO fick en chock när Sovjet presenterade den nya roboten, då varken USA eller NATO hade kapaciteten att kunna slå ut så många robotar, och som även bar på ett så stort antal kärnstridsspetsar. 

## Idag
Vid Kalla krigets slut hade Sovjetunionen 308 stycken Vojevoda-robotar. Av dessa finns ungefär 80 robotar kvar i tjänst idag.[när?] 40 av dessa kommer att pensioneras under de närmsta åren men de restererande 40, som är av den modernaste modellen, kommer att finnas kvar hos den ryska militären till år 2020. Tanken är att R-36 ska ersättas av den nya ryska roboten RS-24 Jars som just nu[när?] genomgår tester.